# Borgos Anna
Borgos Anna (Budapest, 1973. szeptember 26. –) pszichológus, nőtörténész, genderkutató, az MTA Pszichológiai Kutatóintézetének munkatársa. Kutatási területe a huszadik század eleji értelmiségi nők életműve, valamint a szexuális kisebbségek helyzete és története. A Labrisz Egyesület alapító tagja, az Imágó Budapest folyóirat főszerkesztője.

## Saját és szerkesztett kötetei
- Portrék a Másikról. Alkotónők és alkotótársak a múlt századelőn. Noran Kiadó, Budapest, 2007.
- Nőírók és írónők. Irodalmi és női szerepek a Nyugatban. Noran Könyvesház, Budapest, 2011. (Szilágyi Judittal)
- Nemek között. Nőtörténet, szexualitástörténet. Noran Libro, Budapest, 2013.
- Holnaplányok. Nők a pszichoanalízis budapesti iskolájában. Noran Libro, Budapest, 2018.
- Kosztolányiné Harmos Ilona: Burokban születtem. Memoár, novellák, portrék. Noran Kiadó, Budapest, 2003. (közreadás, szöveggondozás, előszó, jegyzetek)
- Előhívott önarcképek. Leszbikus nők önéletrajzi írásai. Labrisz Leszbikus Egyesület, Budapest, 2003. (szerkesztés, előszó, fordítások)
- Kosztolányi Dezsőné: Tüzes cipőben. Noran Kiadó, Budapest, 2004. (utószó)
- Borgos Anna, Erős Ferenc, Litván György (szerk.): Mérei élet – mű. Új Mandátum Kiadó, Budapest, 2006.
- „A te színed előtt”. Kaffka Margit szerelmei. Holnap Kiadó, Budapest, 2006. (válogatás, szerkesztés, előszó)
- Eltitkolt évek. Tizenhat leszbikus életút. Labrisz Leszbikus Egyesület, Budapest, 2011. (szerkesztés, előszó)
- Anna Borgos, Ferenc Erős and Júlia Gyimesi, (eds.): Psychology and Politics. Intersections of Science and Ideology in the History of Psy-Sciences. CEU Press, Budapest – New York, 2019.
- Women in the Budapest School of Psychoanalysis: Girls of Tomorrow. Abingdon, New York: Routledge, 2021.
- Háború, forradalmak, pszichoanalízis. Ferenczi Sándor összes művei 3. Szerk., s. a. r., bev. Borgos Anna és Pető Katalin. Oriold és Társai, Budapest, 2023.

## Recenziók a munkáiról
- Horváth Györgyi: Utólagos alaköltés. Magyar Narancs, 2007/36.
- László Ferenc: Szerepzavart. Holmi, 2008/3.
- Séllei Nóra: Melyik Másik? Kalligram, 2008/április.
- Bodó Márta: A Nyugat női. Korunk, 2008/4
- Angyalosi Gergely: Portrék a Másikról. Buksz, 2008/Ősz
- Lengyel András: Alkotónők és alkotótársak a múlt századelőn. Műhely, 2008/4
- Kádár Judit: Három írófeleség pszichobiográfiája. Literatura, 2008/1.
- Séllei Nóra: Portrék a Másikról. Hungarian Cultural Studies, 2011/4.
- Gordon Agáta: Portrék inverze. Irodalmi Centrifuga, 2008. április 25.
- Gajdó Ágnes: "Nyugat-feleségek" a középpontban. Jelenkor, 2008/9.
- Bíró Kriszta: Én is voltam király lánya. Holmi, 2011/december.
- Schein Gábor: Elcserélt fejek. Holmi, 2011/december.
- Kiss Noémi: Bekéredzkedtek. Magyar Narancs, 2011/22.
- Somi Éva: Nőírók és írónők. Bárka, 2011/5.
- Jéga-Szabó Krisztina: Nőírók és írónők. TNTef, 2012/2 Archiválva 2016. április 18-i dátummal a Wayback Machine-ben.
- Kende Anna: Átpolitizált magánélet-történetek. Socio.hu, 2013/3.[halott link]
- Radics Viktória: Annál szomorúbb. Magyar Narancs, 2013. nov. 7.
- Mészáros Zsolt: Testen belül és kívül. Buksz, 2013/Tél
- Kucserka Zsófia: A nemek között, az igen felé. Jelenkor, 2013/3.
- Nagy Csilla: A hagyomány neme. Műút, 2013, 40.
- Mateusz Chmurski: The Wedding Gown Writes Back. Hungarian Cultural Studies, 2015, 8.
- Szapor Judit: Holnaplányok. Nők a pszichoanalízis budapesti iskolájában. Buksz, 2018/2-4.
- Huszár Ágnes: Holnaplányok. Nők a pszichoanalízis budapesti iskolájában. Magyar Pszichológiai Szemle, 2018/4.
- Magyar László András: Holnaplányok. eLitMed, 2019. ápr. 19.
- Vajda Zsuzsanna: Holnaplányok – pszichoanalitikus nők a budapesti iskolában. Magyar Tudomány, 2019/9.
- Anita Kurimay: Holnaplányok: Nők a pszichoanalízis budapesti iskolájában. Hungarian Cultural Studies, 2020, 13.
- Szőke Katalin: Book Review: Women in the Budapest School of Psychoanalysis: Girls of Tomorrow. Psychology of Women Quarterly, 2022/3.
- Endre Koritar: Women in the Budapest School of Psychoanalysis. Girls of Tomorrow, by Anna Borgos. American Journal of Psychoanalysis, 2022/4.
- Klara Naszkowska: Anna Borgos, Women in the Budapest School of Psychoanalysis: Girls of Tomorrow. Psychoanalysis and History, 2023/3.

## Interneten olvasható művei
- Kapcsolódás, identitás, alkotás. Török Sophie szerepeinek lehetőségei és konfliktusai Thalassa, 1999/1.
- Bevezetés a Thalassa "Szexuális orientációk" c. számához Thalassa 2010/4.
- Meleg burokból tüzes cipőbe. Kosztolányiné Harmos Ilona két kötetéről. Üzenet, 2004/2.
- Nők a pszichoanalízisben („Önök e szempontból kivételek…”) Lettre, 2006/3.
- Netnapló. Litera, 2006. augusztus 7-13.
- Vay Sándor/Sarolta: Egy konvencionális nemiszerep-áthágó a múlt századfordulón. Holmi, 2007/2.
- Árral és ár ellen. Gyömrői (Gelb, Rényi, Glück, Ujvári, Ludowyk) Edit életútjai. In: Erős Ferenc, Lénárd Kata, Bókay Antal (szerk.): Typus Budapestiensis. Tanulmányok a pszichoanalízis budapesti iskolájának történetéről és hatásáról. Thalassa Alapítvány, Budapest, 2008. 139-168.
- Elhárító mechanizmusok. Pszichoanalízis és ideológia találkozásai Hajdu Lilly életútjának tükrében. Thalassa, 2009/1.
- Négy fal. Beszélő, 2009. július–augusztus
- Játszani halált. (Parti Nagy Lajos: Gézcsók) Revizor, 2009. jan. 4.
- Diskurzusok a kétanyás családokról: kutatások és közbeszédek. In: Takács Judit (szerk.): Homofóbia Magyarországon. L'Harmattan, Budapest, 2011.
- „Életmunka és szeretethivatás.” (Sorsával tetováltan önmaga. Válogatás Lesznai Anna naplójegyzeteiből) Revizor, 2011. január 17.
- Madzsarné Jászi Alice a női testkultúra új útjain. Holmi, 2013/5.
- Eltitkolt évek – mozaikok a magyar leszbikus herstoryból. Replika, 2014/1-2.
- „…a mértéktelen beözönlésnek gátat vetni”. A zsidó és nőhallgatók létszámkorlátozásának retorikája a Bölcsészkaron. In: Szűcs Teri (szerk.): Bevésett nevek. Az ELTE holokauszt- és második világháborús emlékművének felavatásához kapcsolódó konferencia. ELTE BTK, Budapest, 2015.
- „A státuszom egy átlagember fejében nem is létezik.” A társanyák helyzete magyarországi szivárványcsaládokban Imágó Budapest, 2015/2. Archiválva 2018. február 9-i dátummal a Wayback Machine-ben
- Pszichoanalitikus elméletek nőiségképe Freudtól a feminista pszichoanalízisig. In: Kovács Mónika (szerk.): Társadalmi nemek. Elméleti megközelítések és kutatási eredmények. ELTE Eötvös Kiadó, Budapest, 2016.
- „A házaséletet férje mellett megszokta vagy legalábbis eltűri, de néha még élvezi is.” A leszbikusság képei a Kádár-korszak pszichiátriai irodalmában. Korall, 2016/4.
- Women in the History of Hungarian Psychoanalysis. European Yearbook of the History of Psychology, 2017, 3.
- Saját szoba. Sajó Edit és Schaár Erzsébet alkotói tere. (Kiállítás-megnyitó. Síp12 Galéria, 2018. július 3.)
- „Ha pormentes porszívót akar, vegyen Vampyr porszívót!" Hermann Alice és a reklámlélektan kezdetei. Erdélyi Múzeum, 2019/3. 34-42.
- A magyar pszichoanalízis ígérete: Kardos Erzsébet. Imágó Budapest, 2021, 10(3): 33-47. Archiválva 2021. november 28-i dátummal a Wayback Machine-ben

## Interjúk
- Laik Eszter: A nőtől a férfiig. Könyvhét, 2013. dec. 16.
- Silberer Vera: Egy önmagára reflektáló tudomány – Borgos Anna pszichológus. A hónap kutatója. OTKA Magazin, 2015. április
- Talabos Dávidné dr. Lukács Nikolett: A Nyugattól a gender-történetig. Humen Magazin, 2019. szeptember

## Külső hivatkozások
- MTA Kognitív Idegtudományi és Pszichológiai Intézet
- Academia.edu